# Dorrit
Dorrit ist als Variante von Doris und Kurzform von Dorothea ein hauptsächlich in Dänemark benutzter weiblicher Vorname. Eine selten vorkommende Variante ist Dorritt.

## Namensträgerinnen
- Dorrit Cohn (1924–2012), österreichisch-amerikanische Literaturwissenschaftlerin und Germanistin
- Dorrit Hoffleit (1907–2007), US-amerikanische Astronomin
- Dorrit Klotzbücher (* 1957), deutsche Juristin
- Dorrit Moussaieff (* 1950), israelisch-isländische Geschäftsfrau
- Ellen Dorrit Petersen (* 1975), norwegische Schauspielerin
- Dorrit Selbmann (* 1975), deutsche Juristin
- Dorrit Weixler (1888–1916), deutsche Stummfilmschauspielerin
- Dorrit Willumsen (* 1940), dänische Schriftstellerin

## Weiteres
- Dorrit (Mineral), ein Mineral
- (3416) Dorrit, ein Asteroid des Hauptgürtels
- Little Dorrit, satirische Fortsetzungsgeschichte (1855–1857) von Charles Dickens